# Henryk Balbierz
Henryk Kazimierz Balbierz (ur. 6 lutego 1924 w Poznaniu, zm. 22 listopada 1987) – polski lekarz weterynarii w zakresie patofizjologii, immunologii i immunogenetyki, nauczyciel akademicki, rektor Akademii Rolniczej we Wrocławiu (1982–1984)

## Życiorys
Absolwent i wieloletni pracownik naukowy Akademii Rolniczej we Wrocławiu, na której uzyskał kolejno tytuły inżyniera-magistra, doktora, doktora habilitowanego i profesora.
Pełnił na tej uczelni wiele wysokich funkcji. Był kierownikiem i redaktorem działu Wydawnictw Akademii Rolniczej (1961–1981). W 1962 wstąpił do Polskiej Zjednoczonej Partii Robotniczej. W latach 1962–1975 był prodziekanem, a następnie dziekanem Wydziału Medycyny Weterynaryjnej. W 1963 udał się do Paryża do Instytutu Pasteura jako stypendysta. Był inicjatorem rozpoczęcia we Wrocławiu badań z zakresu rozrodu zwierząt domowych. W 1975 został prorektorem ds. nauczania. Stanowisko to pełnił przez pięć kolejnych lat. W międzyczasie w latach 1978–1982 przewodniczył kolegium prorektorów uczelni wrocławskich. W 1975 był członkiem założycielem Międzynarodowego Komitetu Organizacji Immunologii Rozrodu w Warnie. Dwa lata później zorganizował zespół dydaktyczny medycyny prewencyjnej dla studentów weterynarii. W latach 1982–1984 pełnił najwyższą funkcję na uczelni jaką było stanowisko rektora.
Zapoczątkował badania nad hemofilozą bydła, które doprowadziły do wykrycia w Polsce drobnoustroju Haemophilus somnus oraz do rejestracji surowicy odpornościowej Somubovin, opracowanych przez zespół, a obecnie Katedrę Prewencji i Immunologii Weterynaryjnej.
Odznaczony Krzyżem Kawalerskim Orderu Odrodzenia Polski.